# Festival international de la bande dessinée d'Angoulême

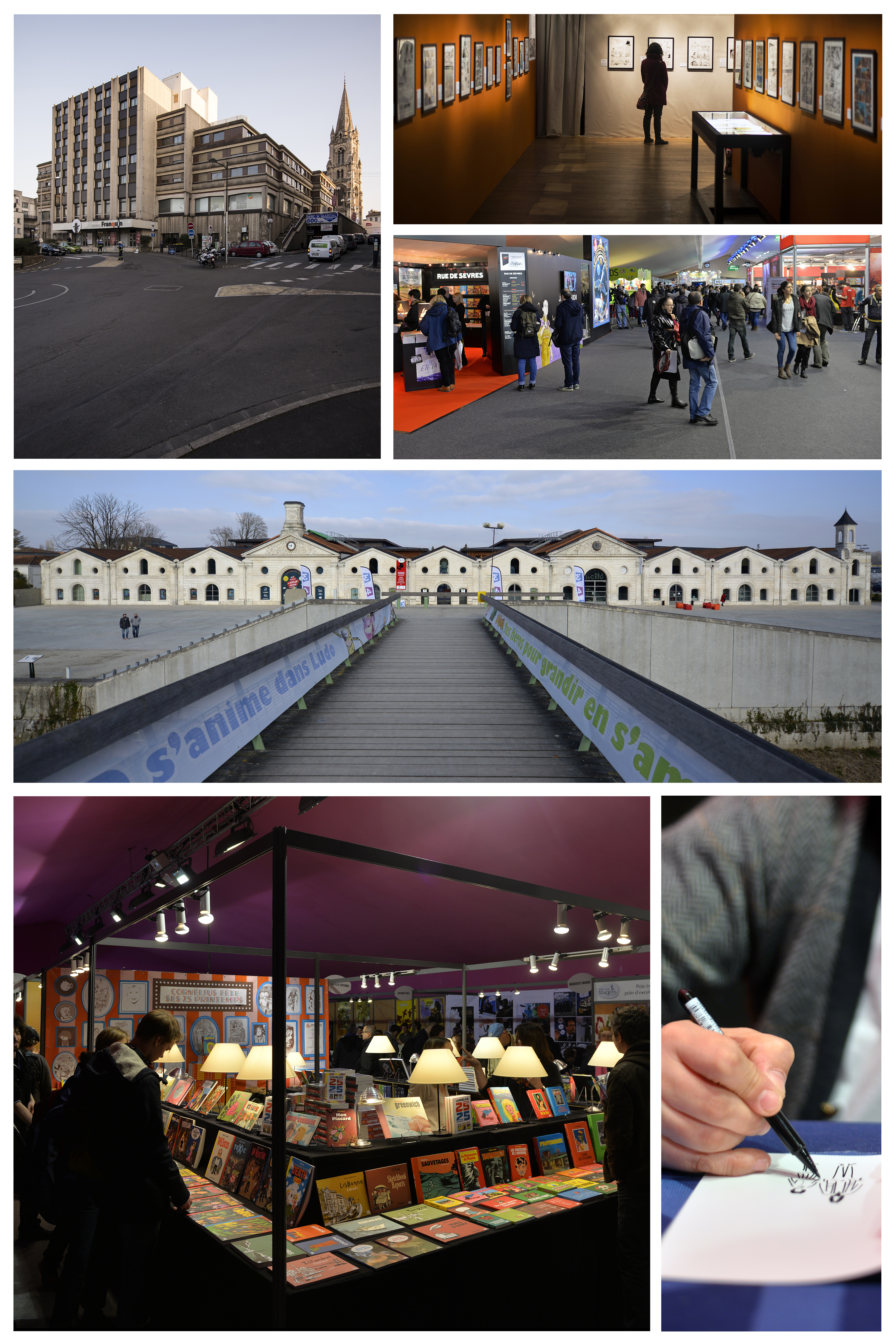
Immagini del festival

Il Festival international de la bande dessinée d'Angoulême è una delle più grandi e prestigiose manifestazioni dedicate al fumetto in Europa e nel mondo, che si tiene ogni anno ad Angoulême in Francia dal 1974, tradizionalmente nel mese di gennaio. Oltre agli stand degli espositori, il festival propone mostre, proiezioni, dibattiti, conferenze e concerti. Nel 2012 la manifestazione dichiarò oltre 220 000 visitatori, inclusi 7 000 professionisti ed 800 giornalisti.

## Storia
Francis Groux era un esponente del fandom fumettistico francese, originario del Dipartimento della Charente. Divenuto dopo le elezioni municipali del 1971 presidente delle commissioni Affari culturali e Affari sociali di Angoulême, si avvicinò al sindaco aggiunto alla cultura Jean Mardikian. Nel novembre 1972, Groux e Mardikian organizzarono in collaborazione con le librerie di Angoulême e grazie all'aiuto di Claude Moliterni una "Quinzaine de la bande dessinée" ("Quindicina del fumetto") in cui vari autori famosi (da Franquin a Gotlib) dedicarono al museo di Angoulême i giovedì ed i sabati. Di fronte al successo di pubblico ed alle reazioni positive degli autori intervenuti, Groux suggerì a Moliterni di organizzare ad Angoulême un festival ispirato a quello di Lucca, che Moliterni aveva partecipato a fondare nel 1965 e che allora era il principale festival del fumetto d'Europa. Moliterni accettò e invitò Groux e Mardikian a visitare l'edizione successiva del salone di Lucca, prevista per l'inizio di autunno del 1973. Groux e Mardikian si recarono a Lucca, dove ottennero dagli organizzatori del festival l'autorizzazione a fondarne uno ad Angoulême sul modello del loro.
La prima edizione del salone internazionale del fumetto si svolse dal 25 al 27 gennaio 1974 in un'ala inutilizzata del museo cittadino. L'associazione organizzatrice era presieduta da Groux, Mardikian ne era il segretario generale, mentre il festival in sé era diretto da Pierre Pascal. Hugo Pratt firmò il primo manifesto ed erano presenti Burne Hogarth, Harvey Kurtzman, Maurice Tillieux, André Franquin, Claire Bretécher, Gotlib, Fred, Tibet, Peyo, Jean Roba, Jean Giraud. Questa prima edizione fu un successo immediato ed accolse diecimila visitatori.
Nel 1977, in seguito ad un cambio di giunta municipale, il comune non rinnovò le sovvenzioni alla manifestazione. Il festival temette per la propria sopravvivenza, ma poi il vicesindaco Jean-Michel Boucheron, appassionato di fumetti e desideroso di migliorare l'immagine della sua città, colpita dalla deindustrializzazione, a partire dall'edizione del 1979 portò tutto il proprio sostegno alla manifestazione; tuttavia, fu introdotto l'ingresso a pagamento. Nello stesso anno, in seguito a divergenze fra Pascal e l'amministratore del festival Mardikian, Groux si ritirò.
All'edizione del 1981 erano presenti due ministri, in quanto Boucheron voleva mostrare che il festival aveva superato lo stadio dilettantistico. Il vicesindaco voleva anche che Angoulême diventasse una "capitale permanente dell'immagine in Francia", e non solo dei fumetti. Così nel 1982 furono aperti una scuola-laboratorio di fumetti e la Casa del fumetto (centro di documentazione e di ricerca); nel luglio dello stesso anno venne introdotto il deposito legale dei fumetti in favore della biblioteca municipale. Nel maggio 1983, il museo municipale di Belle Arti aprì la galleria Saint-Ogan per esporre una selezione delle tavole acquisite a partire dalla metà del decennio precedente. Al festival del 1984 il ministro della cultura Jack Lang annunciò la fondazione della Cité internationale de la bande dessinée et de l'image, insieme museo, mediateca e centro di ricerca. Rapidamente, le ricadute economiche si fecero sentire: nel 1983 due società di disegni animati e di videoposte vi si stabilirono, creando 300 posti di lavoro.

## Premi

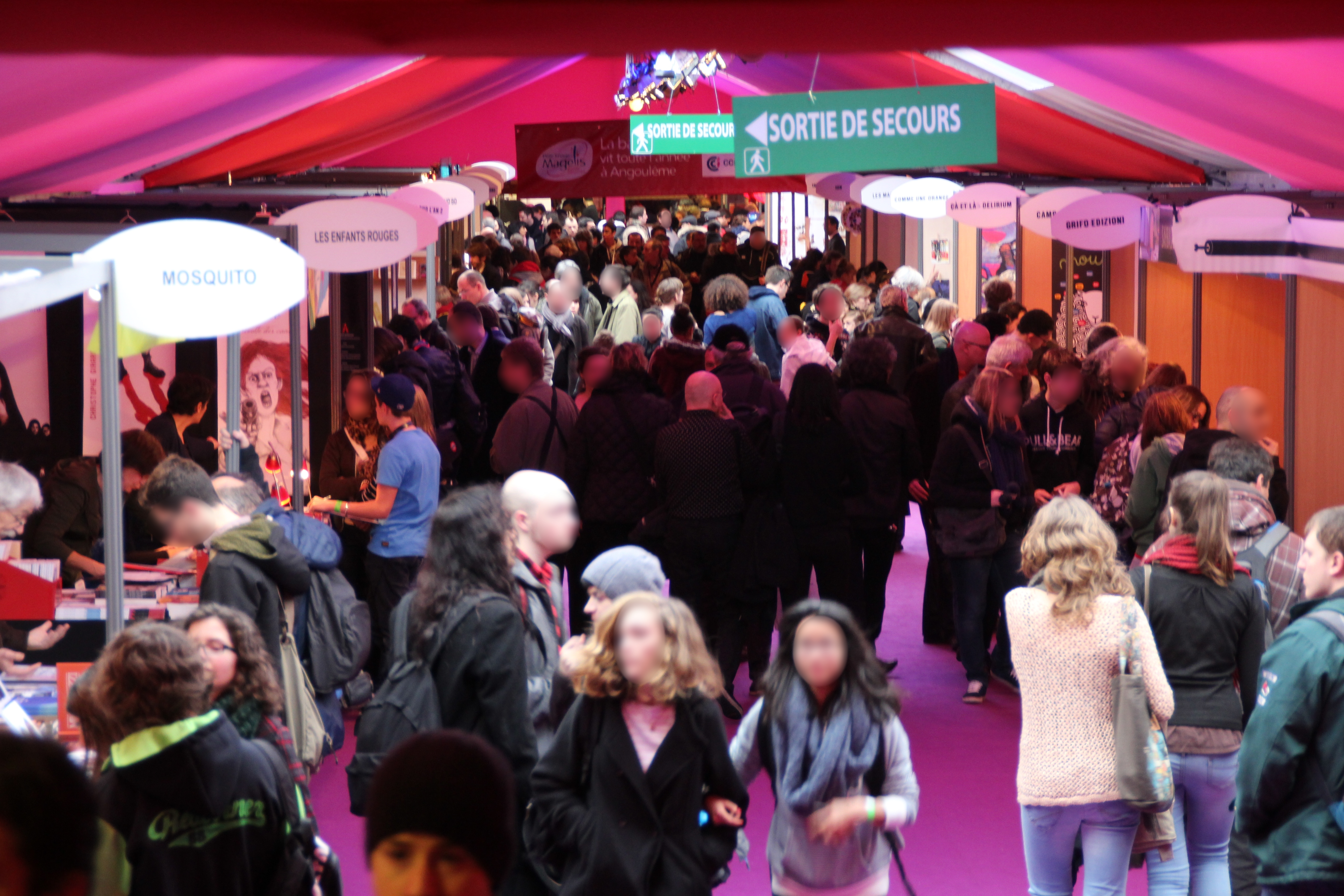
Un momento dell'edizione del 2013

Durante i quattro giorni di festival vengono assegnati diversi premi riguardanti i fumetti. Originariamente i premi venivano chiamati Alfred in onore del pinguino della serie Zig et Puce creata da Alain Saint-Ogan, nel 1989 il nome fu cambiato in Alph-art cioè il nome dell'ultimo e incompleto volume di Tintin di Hergé. Dal 2003 il premio viene semplicemente chiamato "le palmarès officiel du Festival international de la bande dessinée" (ovvero "premio ufficiale del festival internazionale del fumetto"). Dal 2007 le opere premiate sono scelte da una selezione ufficiale di 40-60 fumetti e a queste vengono assegnati: le Fauve d'Or per il miglior fumetto, Les Essentiels d'Angoulême, l'Essentiel Révélation e l'Essentiel Patrimoine. Vengono inoltre dati altri premi tra cui uno assegnato dal pubblico. Ogni anno con il Grand Prix de la ville d'Angoulême viene premiato un autore di fumetti in vita che diventa il presidente del festival per l'anno successivo.
Nel 2007 Lewis Trondheim, vincitore del Grand Prix nel 2006, ha creato per il festival la mascotte Le Fauve, che dal 2008 è stata anche usata come modello per i premi.

## Critiche
C'è stata una forte polemica all'edizione 2015, in quanto non sono state prese in considerazione candidature di donne per il Gran Prix. Molti candidati si sono ritirati, come Milo Manara e Riad Sattouf, come segno di solidarietà alle colleghe. Solo una donna, Florence Cestac, ha vinto un'edizione passata del festival, dal 1974 (prima edizione).
Nel 2025 oltre 400 artisti francesi hanno minacciato di boicottare l'evento in contrasto con la fusione tra l'associazione culturale che si occupa dell'evento e 9eArt+ che gestisce la produzione del festival dal 1997; a seguito di queste proteste, il contratto con la società 9eArt+ è stato annullato.